# Besch
Besch is een plaats (Ortsteil) in de Duitse gemeente Perl, Saarland. Besch telt 1243 inwoners (2009) en ligt aan de oostoever van de Moezel.